# Lars Thiede
Lars Thiede (* 19. März 1970 in Berlin-Spandau) ist ein deutscher Schachspieler mit dem Titel eines Internationalen Meisters.

## Karriere im Schach
Thiede trat 1988 in den Verein Schachfreunde Neukölln (seit 2005 Schachfreunde Berlin 1903) ein und spielte in der Folge für den Verein bei der deutschen Jugendmannschaftsmeisterschaft sowie zunächst in der Berliner Landesliga und später der Oberliga Nord-Ost bis hin zur zweiten und (seit der Saison 1997/98) ersten Bundesliga. Er nahm mit dem Verein fünfmal (2001, 2002, 2003, 2005 und 2006) am European Club Cup teil und gewann 2001 und 2002 jeweils am fünften Brett eine individuelle Goldmedaille, 2005 am dritten Brett eine individuelle Bronzemedaille. In der österreichischen Bundesliga spielt er seit 2010 für ASVÖ Wulkaprodersdorf.
2015 nahm Thiede an der Weltmeisterschaft im Blitzschach teil, die er mit 7,5 von 21 Punkten auf Rang 174 beendete.
Anlässlich der Schachweltmeisterschaft 2016 war Thiede mehrfach als Schachexperte für den Sender N24 im Einsatz.

## Privatleben
Thiede ist selbständiger Rechtsanwalt.